# Košík
Pour les articles homonymes, voir Kosik.
Košík (en allemand : Koschik) est une commune du district de Nymburk, dans la région de Bohême-Centrale, en République tchèque. Sa population s'élevait à 364 habitants en 2020.

## Géographie
Košík se trouve à 3 km au nord-ouest de Rožďalovice, à 16 km au nord-nord-est de Nymburk et à 57 km au nord-est de Prague.
La commune est limitée par Ledce, Prodašice et Dětenice au nord, par Rožďalovice à l'est, par Žitovlice au sud, et par Křinec et Seletice à l'ouest.

## Histoire
La première mention écrite de la localité date de 1420.

## Administration
La commune se compose de quatre quartiers :
- Doubravany
- Košík
- Sovolusky
- Tuchom

## Transports
Par la route, Košík se trouve à 3,5 km de Rožďalovice, à 22 km de Nymburk et à 71 km de Prague.